# ارنست جونز
ارنست جونز، پزشک و روانکاو انگلیسی، یکی از شاگردان فروید بود که سهم بزرگی در رواج روانکاوی در ابعاد بین‌الملل ایفاء نمود. وی همچنین در خروج فروید از چنگ ارتش نازی در سال ۱۹۳۸ سهم مهمی داشت.